# Adolph Cornelius Petersen
Adolph Cornelius Petersen, född 28 juli 1804 i Westerbau, Schleswig, död 3 februari 1854 i Altona, var en tysk astronom. 
Petersen var biträde vid den gradmätning som Heinrich Christian Schumacher genomförde i Danmark och blev därefter 1827 observator vid Schumachers astronomiska observatorium i Altona. Han upptäckte fyra nya kometer och medverkade i Astronomische Nachrichten. Efter Schumachers död (1850) var han en kortare tid interimistisk redaktör för tidskriften och han efterträdde Schumacher som observatoriets direktör.